# Adam Hart-Davis
Adam John Hart-Davis (4 de julho de 1943) é um cientista, autor, fotógrafo e historiador britânico, conhecido no Reino Unido por apresentar as séries de televisão da BBC Local Heroes e What the Romans Did for Us. Ele também foi um co-apresentador do Tomorrow's World e apresentador do Science Shack. Hart-Davis foi premiado com uma bolsa honorária da Royal Photographic Society em 2007. 

## Biografia
Hart-Davis nasceu e foi criado em Henley-on-Thames, o filho mais novo do editor Rupert Hart-Davis (1907–1999) e sua segunda esposa, Catherine Comfort Borden-Turner. Ele foi educado em Andrew's School, perto de Pangbourne, antes de estudar química em Merton College, Oxford. Ele então obteve o grau de PhD em química organometálica na Universidade de York e passou três anos como bolsista de pós-doutorado na University of Alberta no Canadá. Posteriormente, ele trabalhou na Oxford University Press, editando textos científicos e manuais de xadrez. Em 2004 ele recebeu um título honorário (Doutor em Letras) da University of Bath.

## Carreira
No início dos anos 1990, Hart-Davis apresentou duas séries para a YTV: On The Edge e Local Heroes. O último programa apresentou-o pedalando pelo norte da Inglaterra com roupas de ciclismo amarelas, buscando lugares associados aos grandes inovações da ciência e tecnologia. As bicicletas eram suas, pois ele é um grande ciclista, possuindo uma Burrows. Esta série foi transferida para a BBC Two, onde seu escopo passou a ser nacional, sendo uma região diferente o assunto de cada episódio. Big Questions, uma série científica em cinco partes do Channel 4, recebeu uma indicação ao BAFTA em 2002.
Ele também apareceu em anúncios de TV para HM Revenue & Customs com a frase de efeito "os impostos não precisam ser cobrados". Onde ele mencionava o nível de complexidade dentro do sistema fiscal do Reino Unido.
Hart-Davis tem paixão por aumentar a conscientização sobre benefícios simples que a ciência pode trazer para a qualidade de vida, particularmente no mundo em desenvolvimento. Ele é o Patrono da campanha FatallyFlawed contra o uso de tampas. Ele também é patrono da Erasmus Darwin House em Lichfield, a casa do século XVIII do avô de Charles Darwin, agora um museu aberto ao público.

## Filmografia
- Local Heroes (1996–99)
- What the Romans Did for Us (2000)
- Big Questions (2001)
- Live from Dinosaur Island (2001)
- What the Victorians Did for Us (2001)
- Science Shack (2001)
- What the Tudors Did for Us (2002)
- What the Stuarts Did for Us (2002)
- Tomorrow's World (2002)
- Stardate: Close Encounters (2004)
- What the Ancients Did for Us (2005)
- How London Was Built (2005)
- Just Another Day (2007)
- How London Was Built (2008)
- Beeching's Tracks (2008)
- How Britain Was Built (2009)

## Publicações

### Autor
- Scientific Eye , HarperCollins Publishers Ltd (Novembro de 1985), (ISBN 0-7135-2584-3)
- Mathematical Eye, Collins Educational (Setembro de 1989), (ISBN 0-04-448043-1)
- Scientific Eye: Exploring the Marvels of Science, Sterling Pub Co Inc (Março de 1990), (ISBN 0-8069-5758-1)
- Amazing Math Puzzles, Sterling Publishing (Maio de 1997), (ISBN 0-8069-9669-2)
- Thunder, Flush and Thomas Crapper: An Encycloopedia, Michael O'Mara Books (10 de outubro de 1997), (ISBN 1-85479-250-4)
- Chain Reactions: Pioneers of British Science and Technology, National Portrait Gallery Publications (24 de novembro de 2000), (ISBN 1-85514-291-0)
- What the Victorians Did for Us, Headline Book Publishing (5 de agosto de 2002), (ISBN 0-7553-1137-X)
- The World's Stupidest Inventions, Michael O'Mara Books (18 de agosto de 2003), (ISBN 1-84317-036-1)
- What the Tudors and Stuarts Did for Us, Boxtree Ltd (5 de setembro de 2003), (ISBN 0-7522-1556-6)
- What the Past Did for Us, BBC Books (14 de outubro de 2004), (ISBN 0-563-52207-0)
- Why Does A Ball Bounce?: And 100 Other Questions From the Worlds of Science, Ebury Press (1 de setembro de 2005), (ISBN 0-09-190268-1)
- Just Another Day, Orion (21 de setembro de 2006), (ISBN 0-7528-7334-2)
- History: The Definitive Visual Guide, Dorling Kindersley Publishers (4 de outubro de 2007), (ISBN 1-4053-1809-0)
- Very Heath Robinson, Sheldrake Press (2017), (ISBN 1-873329-48-2)

### Colaborações
- Where There's Life, (com Hilary Lawson), Michael Joseph Ltd (10 de maio de 1982), (ISBN 0-7181-2137-6)
- Test Your Psychic Powers, (with Susan Blackmore), Sterling Publishing (Maio de 1997), (ISBN 0-8069-9669-2)
- "Local Heroes" Book of British Ingenuity, (com Paul Bader), Sutton Publishing (25 de setembro de 1997), (ISBN 0-7509-1473-4)
- 100 Local Heroes, (com Paul Bader), Sutton Publishing Ltd (22 de julho de 1999), (ISBN 0-7509-2373-3)
- What the Romans Did for Us, (com Philip Wilkinson), Boxtree Ltd (20 de julho de 2001), (ISBN 0-7522-6172-X )
- The Book of Victorian Heroes, (com Paul Bader), Sutton Publishing Ltd (23 de agosto de 2001), (ISBN 0-7509-2820-4)
- Classic Mathemagic, (com Raymond Blum e Bob Longe), MetroBooks (NY) (Agosto de 2002), (ISBN 1-58663-683-9)
- Taking the Piss: A Potted History of Pee, (com Emily Troscianko), The Chalford Press (10 de outubro de 2006), (ISBN 1-84588-351-9)
- The Cosmos: A Beginner's Guide, (com Paul Bader), BBC Books (21 de junho de 2007), (ISBN 1-84607-212-3)